# Тюменская правда
«Тюме́нская пра́вда» — старейшая газета Тюменской области из ныне существующих. Контролируется главным образом администрацией Ямало-Ненецкого автономного округа. Входит в ТОП-15 самых цитируемых областных СМИ.

## История

### Предыстория
Официально газета считается преемницей основанных 1 мая 1918 года «Известий Тюменского губернского и уездного исполнительных комитетов Советов рабочих, крестьянских и красноармейских депутатов». 30 мая 1921 года Губком РКП принял постановление о переименовании "Известий" в "Трудовой набат". С этим названием впервые газета вышла 1 июня 1921 года. 11 ноября 1926 года объединена с еженедельной «Деревенской газетой» и получила название «Борьба», а через 18 дней переименована в «Красное знамя». В период с 25 февраля по 14 декабря 1934 года газета не издавалась.
В связи с образованием в 1944 году Тюменской области решением от 2 сентября тюменская городская газета «Красное знамя» повышена в статусе до областной под названием «Тюменская правда». Новая газета стала совместным изданием Тюменских обкома и горкома ВПК(б), облисполкома и горсовета. Ходатайством от 27 ноября 1944 года старое название «Красное знамя» было предложено присвоить газете Тюменского райкома ВПК(б) и райисполкома.

### Главный рупор области
Новая газета увеличила формат с А3 на А2, стала выходить на 4 полосах. В ней были рубрики: «По нашей области», «Обзор печати», «Доска почёта», «На городские темы», «От Советского информбюро», «Международный обзор», «С фронтов Отечественной войны», «Комсомольская жизнь», «Партийная жизнь», «Суд», «По Советской стране», «Спорт». В феврале 1945 года на должность главного редактора перевели К. П. Полупанова, отв. редактора астраханской «Волги».
В 1950-е годы в «Тюменской правде» доминировали темы сельского хозяйства, лесозаготовок, ловли рыбы. Крупным событием было строительство ТЭЦ-1. По мнению областной партийной организации, в 1952 году газета справлялась со своими обязанностями не очень хорошо:

Очень неглубоко и однообразно освещаются в газете вопросы организационно-хозяйственного укрепления колхозов, повышения урожайности всех сельскохозяйственных культур и развития общественного животноводства. Редакция не изучает причин отставания отдельных районов области в проведении основных сельскохозяйственных работ, в повышении урожайности сельскохозяйственных культур и развитии животноводства. Совершенно не освещается жизнь таких районов, как Уватский, Дубровинский, Аромашевский, Маслянский, Тобольский и районы Ямало-Ненецкого и Ханты-Мансийского национальных округов. В газете допускаются ошибки, грубо искажающие действительность. В газете недостаточно печатается писем трудящихся, некоторые письма в редакции длительное время задерживаются, по ним не даются авторам ответы.

Пика популярности газета добилась в период освоения Западно-Сибирского нефтегазоносного бассейна: в 1960-е годы её тираж доходил до 200 тыс. экземпляров. По свидетельству главного редактора газеты Н. Я. Лагунова, 1-й секретарь обкома Б. Е. Щербина так обозначил в 1968 году задачу журналистов: «Каждый номер должен пахнуть нефтью». 16 марта 1965 года газете разрешено раз в неделю выпускать сменные страницы-плакаты, посвящённые достижениям науки и трудового опыта в нефтяной, газовой, лесной, рыбной и других отраслях промышленности, в строительстве, сельском хозяйстве, настойчиво добиваться внедрения нового в производство. 21 апреля 1967 года «Тюменской правде» разрешили издавать листовку на строительстве нефтепровода «Усть-Балык — Омск».
Газета переехала из старого помещения типографии на ул. Первомайской, 11 в просторное помещение «Главтюменьнефтегаза», затем во вновь возведённый Дом печати на ул. Осипенко, 81, где находится и по сей день. В газету пришли молодые журналисты Юрий Переплёткин (впоследствии собкор «Известий»), Михаил Михальков (затем стал собкором «Советской России»), Юрий Бакулин (будущий главный редактор «Тюменских известий»), Дмитрий Гультяев (дорос до зам. главного редактора «Тюменской правды»). Главным поставщиком кадров был Уральский госуниверситет.
Возглавлявший газету с 1983 года, во времена 1-го секретаря Тюменского обкома Г. П. Богомякова, В. С. Горбачёв вспоминает, что информационных поводов был переизбыток. При этом газета позволяла себе быть критичной, заведующего отделом писем Альбина Куликова боялись все чиновники. Как утверждает А. А. Кунгуров,

<...> член бюро обкома, редактор главной партийной газеты области Виктор Горбачёв мог в газете накануне выборов написать в статье, что он лично не хочет голосовать за кандидатуру первого секретаря горкома по таким-то и таким-то соображениям. Попробовал бы Горбачёв сейчас опубликовать нечто подобное.

### Постсоветский период
В 1990-е годы финансовое положение издания было нестабильным. Соучредителями издания являлись одновременно юг области и автономные округа, постоянно конфликтовавшие между собой по поводу полномочий. Газета в этом конфликте поддерживала губернатора юга Л. Ю. Рокецкого, поэтому лишилась финансовой поддержки автономных округов.
Кризис усугубился, когда в 1998 году бывший главный редактор В. С. Горбачёв ушёл в конкурирующий проект губернатора Л. Ю. Рокецкого с похожим названием «Тюменская правда сегодня» и увёл за собой несколько наиболее читаемых журналистов. В ответ «Тюменскую правду» взял под своё крыло традиционный оппонент Рокецкого губернатор ЯНАО Ю. В. Неёлов. В ходе выборов губернатора Тюменской области в 2001 году газета выступала в поддержку «северного» кандидата С. С. Собянина, и главный редактор Л. Вохмина даже заявляла, что опасается физической расправы со стороны команды Л. Ю. Рокецкого.
Раскол в газете отрицательно сказался на её тираже. Первое снижение произошло уже в 1998 году, когда тираж составил 40 тыс. экземпляров. К настоящему времени тираж упал до 16 тыс. экземпляров.

## Главные редакторы
1. Нежданов (Васильев) Алексей Алексеевич, 1952 — 1962 годы [15][6][16]
2. Полупанов Константин Пантелеймонович[4]
3. Коврижин Михаил Васильевич
4. Иванов Дмитрий Филиппович[6]
5. Лагунов Николай Яковлевич, 1966—1982 годы[17]
6. Горбачёв Виктор Семёнович, 1983—1998 годы[9]
7. Вохмина Лариса Николаевна, с 1998 года

## Достижения

### Рейтинги
- по результатам проведённого в декабре 2006 года — октябре 2007 года компанией TNS Gallup исследования «National Readership Survey» газета заняла 2-е место по размеру аудитории среди ежедневных печатных изданий города Тюмени[18]
- по итогам 2012 года газета заняла 12-е место в рейтинге самых цитируемых СМИ Тюменской области, составленном компанией «Медиалогия»[19]
- в общем рейтинге печатных СМИ Тюменской области, составляемом компанией «Реклама Онлайн», занимает 62-е место (по данным на 20 февраля 2013 года)[20]

### Награды
- орден Трудового Красного Знамени (1968 год)[1]
- знак отличия «Золотой фонд прессы-2013»[21]